# Lab 71
Le Lab 71 est un site de découverte de la science et du développement durable, ouvert au grand public et à destination principalement des jeunes et des scolaires.
Le Lab71 voit le jour dans ce qui fut de 2002 à 2014 la galerie européenne de la forêt et du bois. C'est un site initialement d'exposition et de conférence autour de la filière bois et de l'habitat durable (jusqu'en 2014) qui a évolué vers la découverte ludique des sciences, de l’innovation et de la culture.
Le bâtiment de 2 650 mètres carrés dont plus de 1 000 mètres carrés d'expositions était initialement une vitrine de l'art, des métiers et des techniques du bois. C'était l'un des premiers sites français à se préoccuper de ces thèmes.
Depuis 2014, il propose des expositions annuelles, animations et ateliers scientifiques laissant une grande place à la manipulation et à la participation (astronomie, biodiversité, alimentation, énergies, eau, paysage, optique, robotique, enquête policière…).
Le site est géré par le conseil départemental de Saône-et-Loire. Il a accueilli 6 875 visiteurs en 2015.
Le Lab 71 est entièrement accessible aux personnes handicapées quel que soit leur handicap, et a reçu le label « Tourisme et handicap ».

## Histoire
Le projet de galerie a été lancé à l'initiative du Conseil général de Saône-et-Loire, à la fin des années 1990. Le bâtiment qui l'abrite est l'œuvre des architectes Bailly et Thuel. Il a reçu le premier prix d'architecture dans la catégorie « ossature bois » du trophée National du Bois décerné à l’occasion du salon EXPOBOIS de Paris en 2004,.
La galerie est inaugurée en novembre 2002. En 10 ans, la galerie a accueilli plus de 150 000 visiteurs, attirés par ses nombreuses expositions et les événements qui rythment la vie de la galerie. En 2014, la GEFB devient le Lab 71, un centre de culture scientifique, technique et industrielle.
Le nouveau nom, le nouveau logo et le nouveau concept tourné vers la science et la culture, fruit d'une réflexion sur l'usage du site sont présentés à l'occasion de la Fête de la Science en Bourgogne, le 11 octobre 2014.

## Géographie et accès
Situé en Bourgogne du Sud, sur la commune de Dompierre-les-Ormes, le Lab est située dans une région vallonnée et boisée surnommée la petite suisse du mâconnais.
L'accès se fait par la RCEA ( Dompierre-les-Ormes), à 20 minutes de Mâcon (autoroute A6, A40 Mâcon-Genéve, Gare Mâcon-Loché TGV et Gare SNCF Mâcon-Ville).

## Site touristique
À l'époque de la GEFB, l'espace muséographique proposait diverses expositions en lien avec la filière bois ainsi que des expositions éphémères. La GEFB a aussi participé en 2013 aux journées européennes des métiers d’arts organisées par l'Institut national des métiers d'art, sur 2 jours durant lesquels il a été enregistré près de 2500 visiteurs ,,.
Depuis 2014, le Lab71 propose des expositions sur des thèmes variés ayant en commun la science et la culture. En 2015, l'exposition d'art contemporain inaugurale explore les thèmes de la mutation et de la transformation en abordant des enjeux scientifiques, biologiques, humains, et sociaux contemporains. Elle présente une sélection d'œuvres d'art contemporain réalisées par divers artistes, invitant les visiteurs à réfléchir sur les changements et évolutions dans notre monde actuel.
Depuis, les expositions temporaires abordent des thèmes variés comme par exemple :
- l'alimentation en 2016[19]
- le toucher en 2021[20]
- l'espace en 2023 (en partenariat avec le service éducatif du CNES)[21]
- le sport en 2024[22],[23].

Depuis l'été 2024, le Lab71 propose également un parcours d'énigmes familial à l'arboretum de Pézanin, qui permet aux visiteurs de découvrir la biodiversité locale en recherchant des balises sur le principe de la course d'orientation.

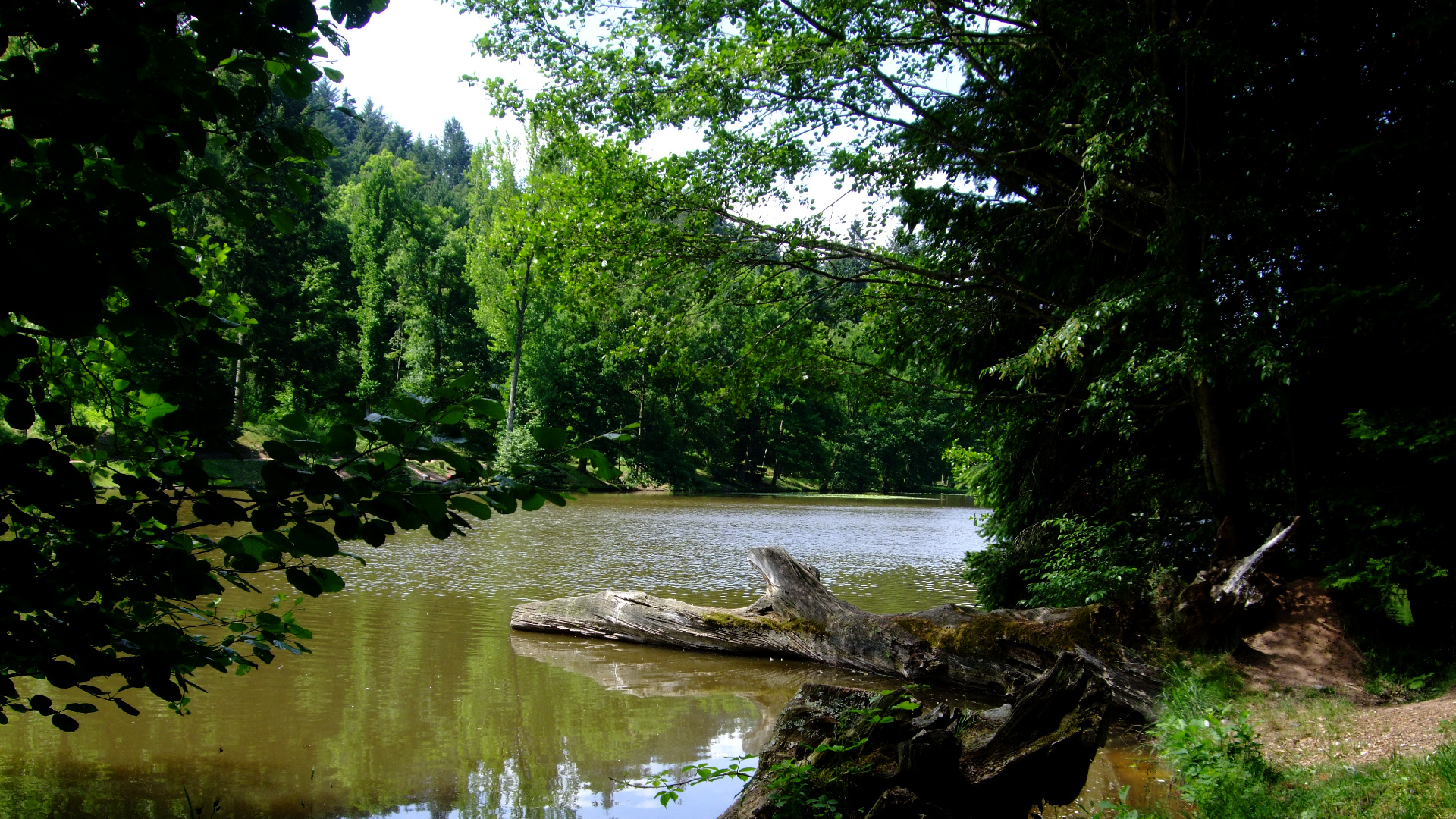
Arboretum de Pézanin

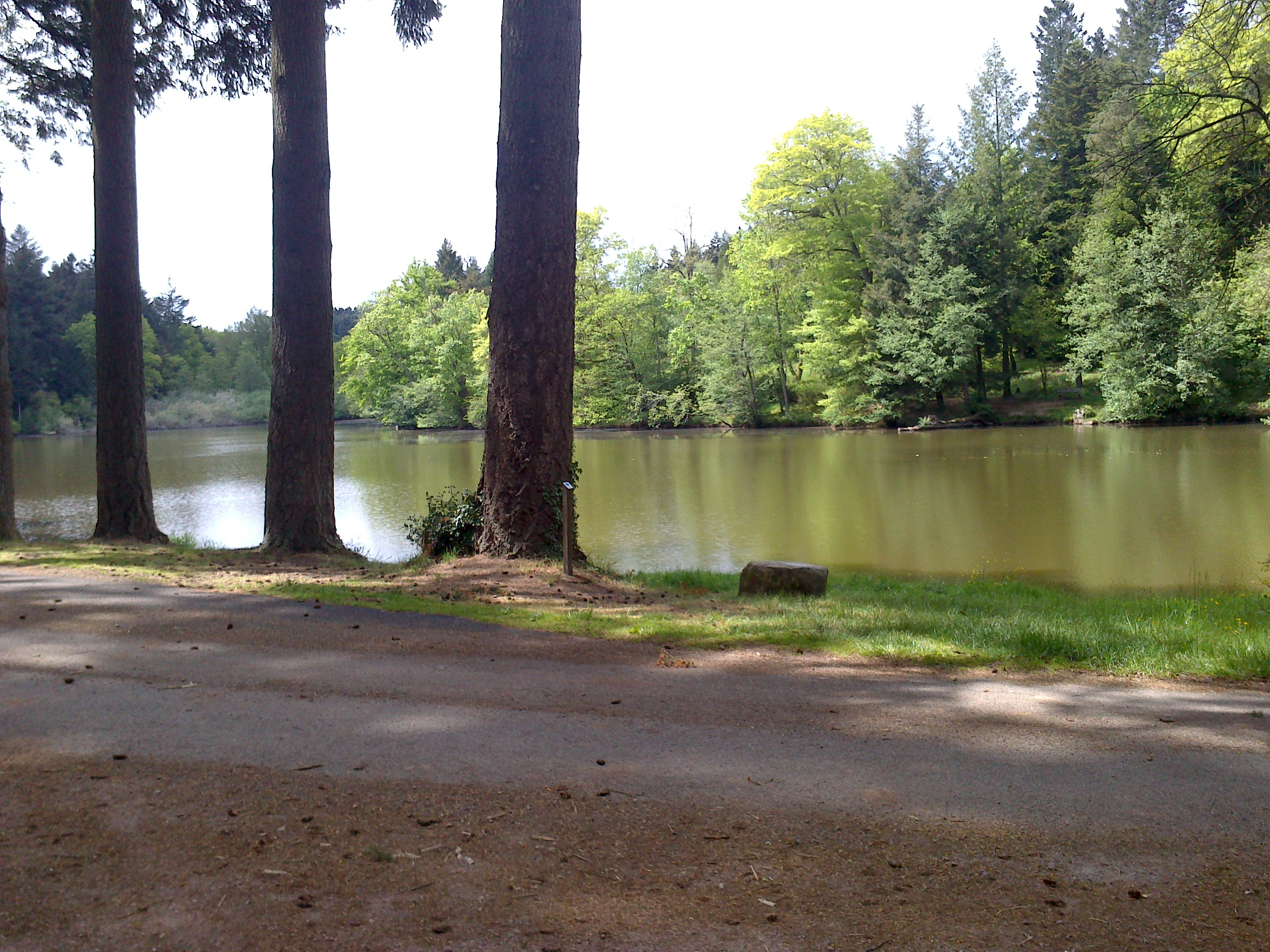
Arboretum de Pézanin en 2014.

### L'Arboretum de Pézanin
Le Lab est également placée à deux minutes à pied de l'Arboretum de Pézanin et de son lac. Créé en 1903 par un grand botaniste et agronome français, Philippe de Vilmorin, sur les terres du château d'Audour, l'arboretum est géré depuis près d'un siècle par l’État. Sa vocation principale est d'acclimater des espèces du monde entier, et aujourd'hui de s'ouvrir au grand public et aux familles. L'arboretum renferme plusieurs centaines d'espèces d'arbres différentes réparties sur 27 ha.

## Conférences, enseignement et recherche

### Conférences, enseignement
L'auditorium d'une capacité de 120 places assises est régulièrement employé pour la tenue de conférences à but pédagogique, des projections-débat ou des spectacles vivants.
La GEFB mettait principalement en valeur la filière bois, surtout auprès des jeunes. Elle a organisé pendant plusieurs années, le Forum des métiers de la filière forêt-bois, qui permettait aux jeunes de s'entretenir avec des professionnels, et de découvrir tout un panel de métier et de formations scolaires possibles.
Depuis 2014, le Lab71 propose aux scolaires des ateliers scientifiques sur des thèmes très variés (développement durable, numérique, physique, chimie, sens et mémoire),,.
Des ateliers scientifiques dénommés Aventures Mômes sont également ouverts aux familles pendant les vacances scolaires,.

### Recherches et projet architectural
Deux architectes doctorants de l’ENSAG ont été présents sur le site pendant l'année 2009, leurs recherches portant sur de nouvelles formes d’habitat économique en Saône-et-Loire.

## Organisation d'évènements
Le site sert à l'organisation d'évènements divers (rassemblements, assemblées générales, conférences, réunions, etc), grâce à son auditorium et à la facilité d'hébergement sur la commune de Dompierre-les-Ormes. Dompierre a d'ailleurs accueilli en 2011 la Montée historique de Dompierre par le Club porsche 928 de France, rassemblement national du club, ainsi que de nombreuses assemblées générales d'associations de dimension nationales. Durant l'été 2013, certains concerts du festival Jazz campus en Clunisois s'y sont déroulés.
Depuis 2014, le Lab71 participe participe à divers événements culturels et éducatifs tout au long de l'année pour diffuser la culture scientifique à travers des visites guidées, ateliers et rencontres, notamment :
- la Nuit européenne des musées[39]
- la Journée mondiale des zones humides[40]
- la Fête de la science[41].

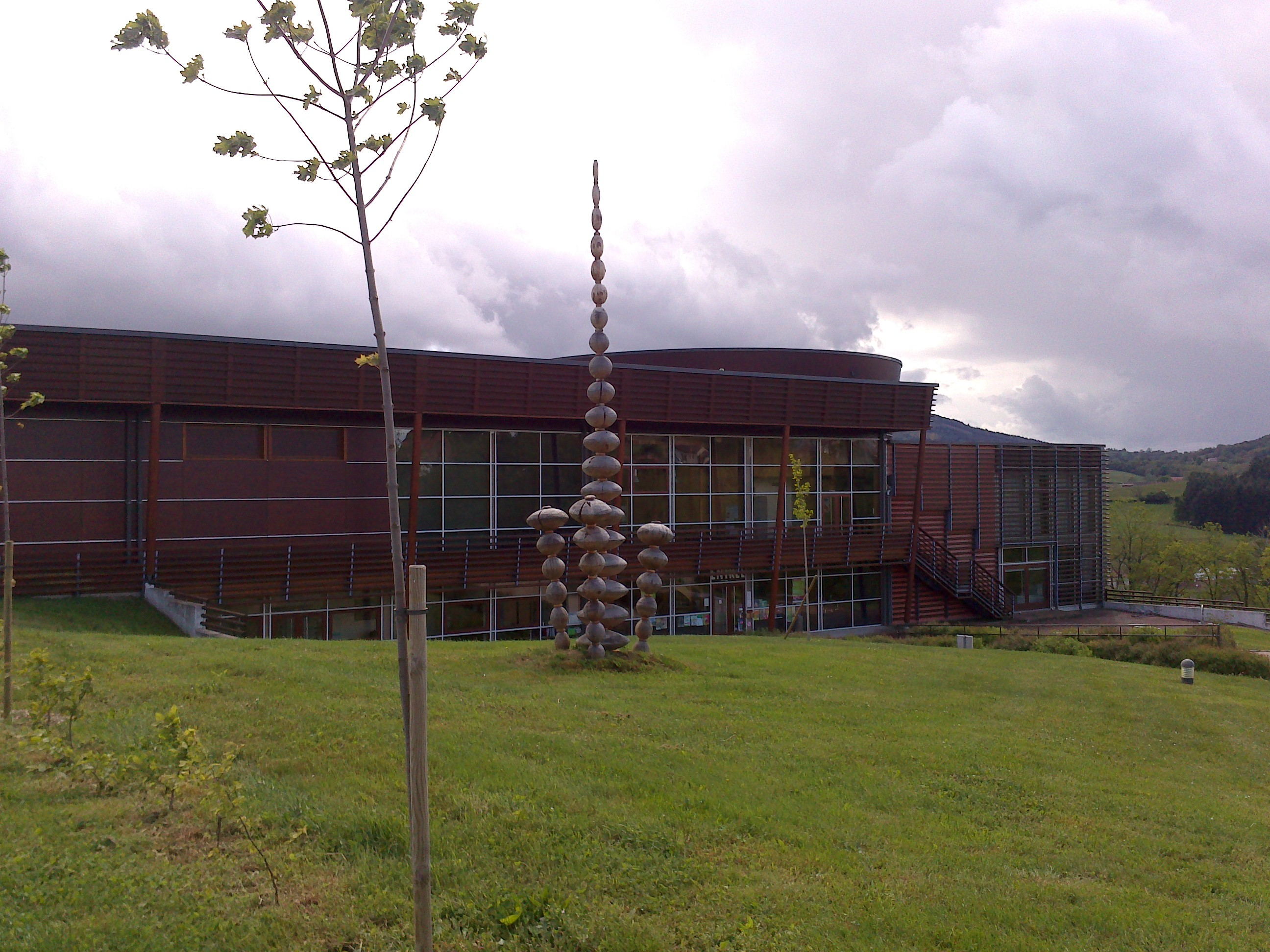
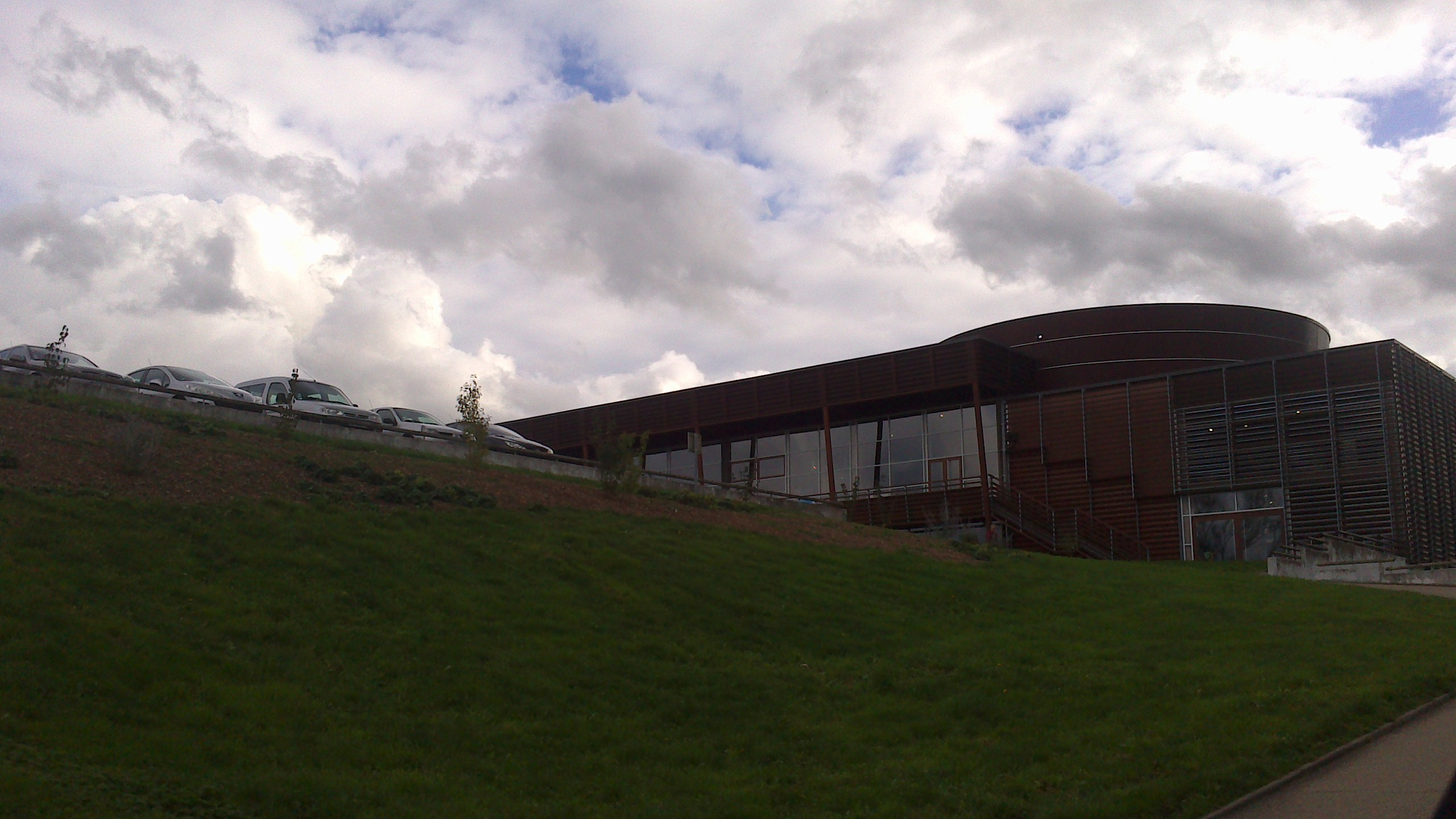
Ancien logo de la Galerie du bois de 2002 à 2014.
Ancien logo du Lab71 de 2014 à 2022
Logo du Lab71 utilisé depuis novembre 2022[42]